# توماس اندرس (شمشیرباز)
توماس اندرس (آلمانی: Thomas Endres؛ زادهٔ ۱۲ سپتامبر ۱۹۶۹) شمشیرباز اهل آلمان است.
وی در مسابقات کشوری و بین‌المللی در مجموع برندهٔ ۱ مدال نقره شده‌است.